# BCHライオンズ
BCHライオンズ (英: BCH Lions、モンゴル語: БИ СИ ЭЙЧ ЛИОНС) は、モンゴルの首都ウランバートルをホームとするサッカークラブである。モンゴル・ナショナルプレミアリーグ所属。

## 概要
2018年、長年にわたってセレンゲ・プレスFCのコーチを務めたBadarch Chin-Orgilがクラブを創設するとともに自らが監督に就任した。クラブ名のBCHは創立者の頭文字から取られている。同年にナショナル・アマチュア・カップ（モンゴル4部）に参戦して優勝し、2019年はモンゴル・セカンドリーグ（3部）で優勝、2020年はモンゴル・ファーストリーグ（2部）で優勝と1年での昇格を続け、2021年からモンゴル・ナショナルプレミアリーグに参戦している。

## 歴代所属選手
- 佐々木瑞穂 2021-
- 三澤徹晃 2021-
- 山口俊輔 2021
- 西田健吾 2021-
- 宮嶋祐槻 2021-2022